# صومعه کوساناتس
صومعه کوساناتس (ارمنی: Կուսանաց վանք) یک صومعه حواری ارمنی واقع در شهر شوشی، جمهوری آرتساخ می‌باشد. ساخت و ساز این ساختمان در سده ۱۹ام میلادی؛ به پایان رسید. این بنا به سبک معماری ارمنی طراحی شده‌است. این کلیسا در دهه‌های ۱۹۶۰–۱۹۷۰ توسط جمهوری آذربایجان تخریب شد.